# 俅江飞蓬
俅江飞蓬（学名：Erigeron kiukiangensis）为菊科飞蓬属的植物，为中国的特有植物。分布在中国大陆的云南、西藏等地，生长于海拔3,000米至3,200米的地区，一般生长在开旷山坡或多岩石处，目前尚未由人工引种栽培。